# Élections législatives de 2017 au Queensland
Les élections législatives de 2017 au Queensland ont eu lieu le 25 novembre 2017 pour élire les 93 membres de l'Assemblée législative du Queensland.